# میمون بینی‌خال‌دار بزرگ
میمون بینی خال دار بزرگ (نام علمی: Cercopithecus nictitans) نام یک گونه از زیرخانواده دم‌درازیان است.

## نگارخانه

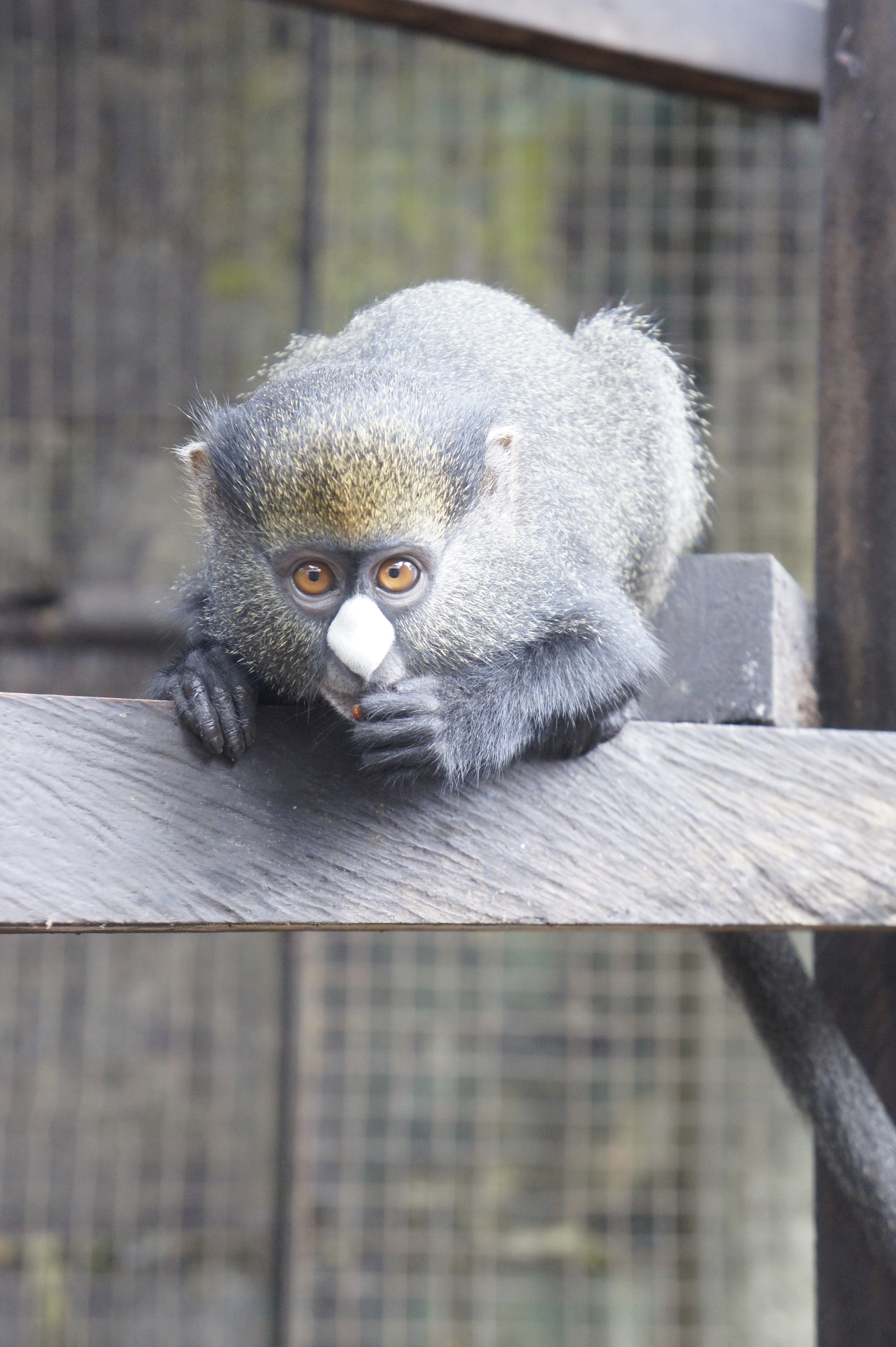
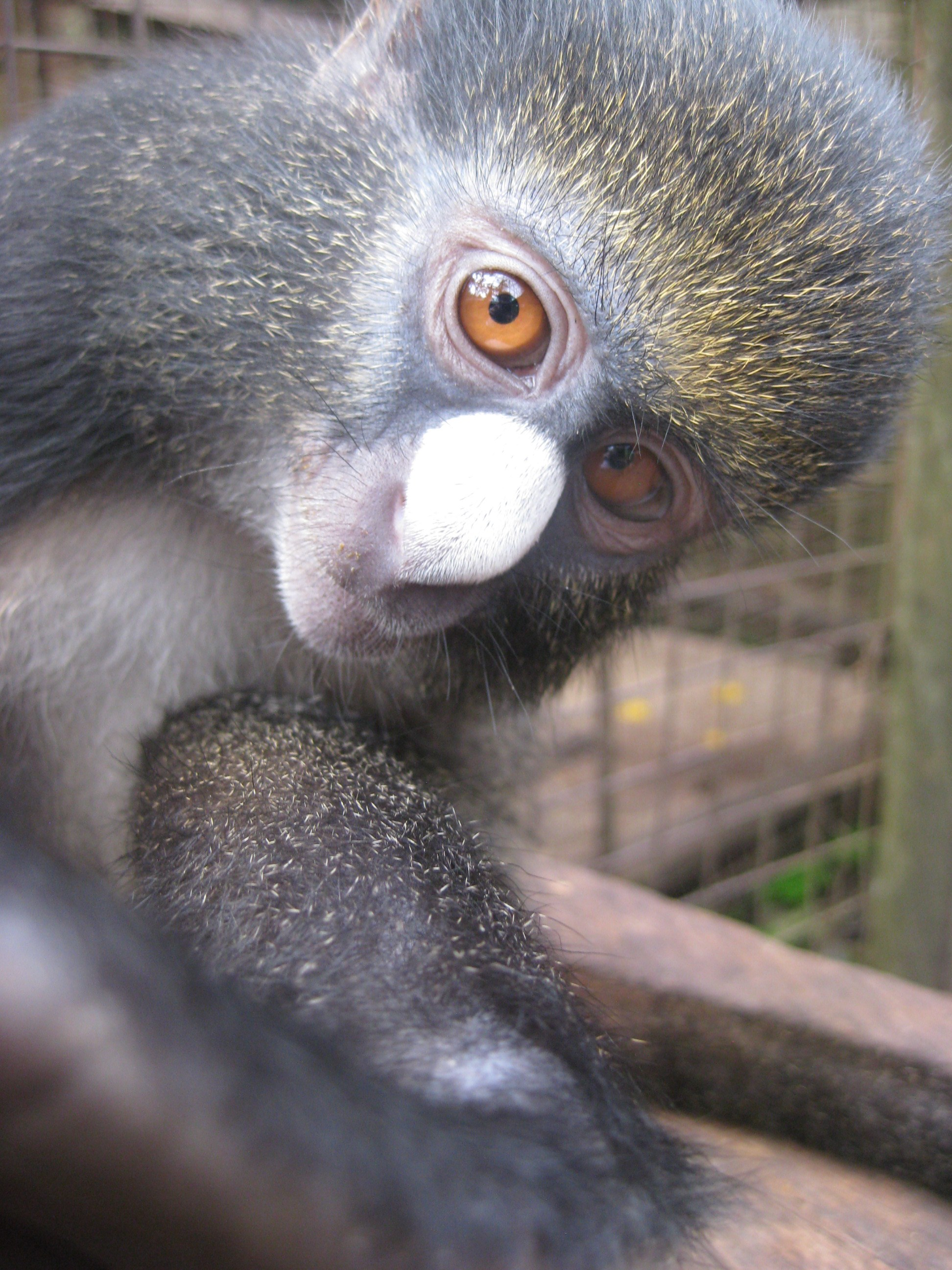